# 1re division d'infanterie (Corée du Sud)
Pour les articles homonymes, voir 1re division.
La 1re division d'infanterie de Corée du Sud est une division de l'Armée de terre de la république de Corée créé le 1er décembre 1947. Elle participa à la guerre de Corée.